# نیشی‌ایزو
نیشی‌ایزو (به لاتین: Nishiizu) یک منطقهٔ مسکونی در ژاپن است که در Kamo District واقع شده‌است. نیشی‌ایزو ۱۰۵٫۵۲ کیلومترمربع مساحت و ۸٬۵۲۸ نفر جمعیت دارد.